# Juris Kronbergs
Juris Kronbergs (Stoccolma, 9 agosto 1946 – Stoccolma, 6 luglio 2020) è stato un poeta, traduttore e musicista lettone con cittadinanza svedese.

## Biografia
Nato in Svezia da una famiglia di esuli lettoni, crebbe perfettamente bilingue: tale circostanza gli aprì una lunga carriera di traduttore dal lettone allo svedese (e viceversa), permettendogli di diffondere il patrimonio culturale del proprio Paese in Scandinavia.
Fra gli autori lettoni da lui tradotti, spiccano Imants Ziedonis, Vizma Belševica, Knuts Skujenieks, Uldis Bērziņš, Sandra Kalniete, Jānis Elsbergs, Edvīns Raups e Inguna Jansone.
Sempre grazie alle sue competenze linguistiche, negli Anni 90 lavorò come attaché culturale presso l'ambasciata lettone in Svezia.
All'intensa attività di traduzione Kronbergs affiancò quella di poeta, tanto in svedese quanto in lettone, con una dozzina di raccolte all'attivo. 
La sua produzione poetica si intrecciò fin dagli esordi con la scena musicale lettone in esilio a Stoccolma: egli infatti collaborò in veste di batterista, vocalist e paroliere con gruppi quali Saules Brāļi, Dundurs, Prusaku ansamblis e Alis P.

## Raccolte poetiche
- Pazemes dzeja (Poesia underground, 1970)
- Iesnas un citi dzejoļi (Influenza e altre poesie, 1971)
- Biszāles (Polvere da sparo, 1976)
- De närvarande (I presenti, 1984)
- Tagadnes (I presenti, 1990)
- Laiks (Tempo; con Uldis Bērziņš, 1994)
- Varg Enögd/Vilks Vienacis (Lupo Occhio-Solo, 1996)
- Notikumu apvārsnis (L'orizzonte degli eventi, 2002)
- Rudens mani raksta (L'autunno mi scrive, 2005)
- Peti-šu (2005)
- Vilks Vienacis (seconda edizione, 2008)
- Ik diena (Ogni giorno, 2011)
- Uz balkona/Bet ja visu laiku... (Sul balcone/Se tutto il tempo..., 2016)

### Opere disponibili in italiano
- Lupo Occhio-Solo, Gattomerlino/Superstripes, Roma, 2015 - ISBN 9788866830344 (trad. di Vilks Vienacis a cura di Piera Mattei)
- Documenti di viaggio, Gattomerlino/Superstripes, Roma, 2016 - ISBN 9788866830580 (antologia; trad. e cura di Piera Mattei)

## Riconoscimenti
- 1989 - Stiftelsen Natur & Kulturs översättarpris (premio per la traduzione)
- 1998 - Ordine delle Tre Stelle
- 2007 - Premio letterario annuale della Repubblica di Lettonia (alla carriera)
- 2014 - Svenska Akademiens tolkningspris (premio per la traduzione poetica)